# Rio Amola-Faca
O rio Amola-Faca é um curso de água da região serrana do estado de Santa Catarina. 
Nasce 6 km ao norte da cidade de Lages, corre de leste para oeste por 25 km e desagua no rio Caveiras, a jusante da represa do Caveiras. Serve de divisa entre os municípios de Lages e São José do Cerrito.